# Hamina
Hamina (în suedeză Fredrikshamn) este o comună din Finlanda.